# Hauptstadt-Hallenstadion
Das Hauptstadt-Hallenstadion (chinesisch 首都体育馆, englisch Capital Indoor Stadium) ist eine Mehrzweckhalle an der Baishi-Brücke im Pekinger Bezirk Haidian, China.

## Geschichte
Das Hauptstadt-Hallenstadion wurde 1968 erbaut. Sie ist u. a. für Volleyball, Tischtennis, Badminton, Basketball und Turnen sowie Eiskunstlauf und Eishockey ausgerüstet. Im Rahmen des Besuchs von US-Präsident Richard Nixon in China 1972 fanden Spiele chinesischer und US-Tischtennisspieler (Ping-Pong-Diplomatie) im Hallenstadion mit heute 17.345 Plätzen statt. Die Badminton-Weltmeisterschaft machte 1987 Station in der Pekinger Sportarena. Anlässlich der Sommer-Universiade 2001 wurde es von 2000 bis 2001 modernisiert. Es bietet einer Fläche von 54.707 m² und insgesamt 17.345 Sitzplätze. Zwischen 2003 und 2017 wurde die Eiskunstlauf-Veranstaltung Cup of China zehn Mal im Hallenstadion ausgetragen. Am 17. Oktober 2004 fand ein Spiel der US-amerikanischen Basketballliga NBA statt. Es war eine der ersten Partien der Liga in China.
Für die Olympischen Sommerspiele 2008 wurde die Veranstaltungshalle als eine von elf Wettkampfstätten erneut renoviert. Diese Arbeiten begannen am 18. Mai 2006 und endeten im Dezember 2007. Nun ist die Sportstätte erdbebensicher und verfügt über eine behindertengerechte Einrichtung. Als Test für Olympia gab es am 16. April 2008 das chinesische Volleyball-Turnier Good Luck Beijing 2008. Bei den Olympischen Sommerspielen 2008 wurden hier die Wettbewerbe im Volleyball ausgetragen. 2014 war die Halle Schauplatz der Curling-Weltmeisterschaft der Herren. Drei Jahre später spielten die Damen 2017 den Weltmeistertitel im Hallenstadion aus.
2015 fanden im Hauptstadt-Hallenstadion die Spiele der Division I der Eishockey-Weltmeisterschaft der Frauen statt. Während der Olympischen Winterspiele 2022 wurden die Wettbewerbe im Eiskunstlaufen und Shorttrack im Hallenstadion ausgetragen.

## Galerie

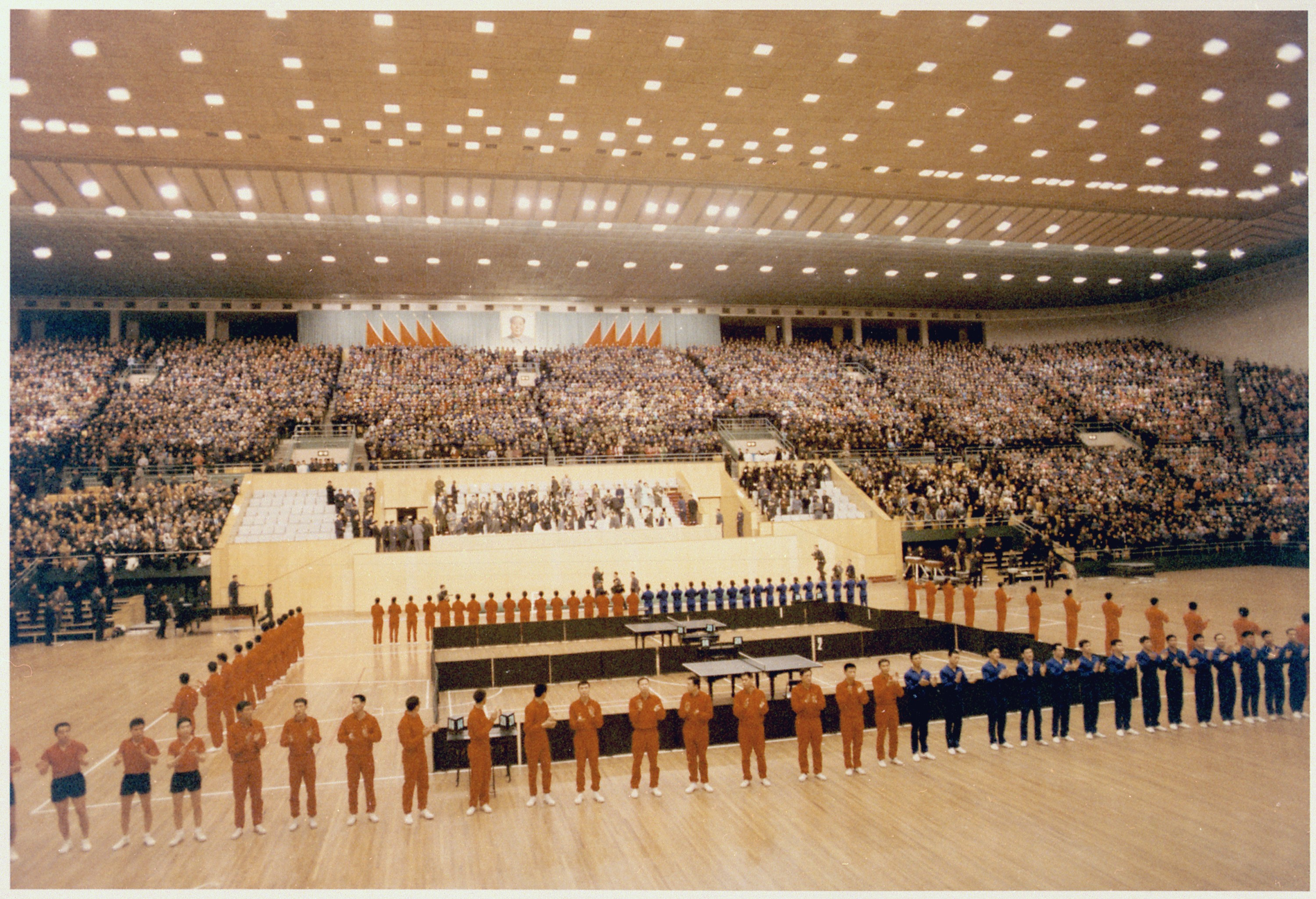
US-Präsident Richard Nixon bei einer Tischtennis-Veranstaltung im Februar 1972
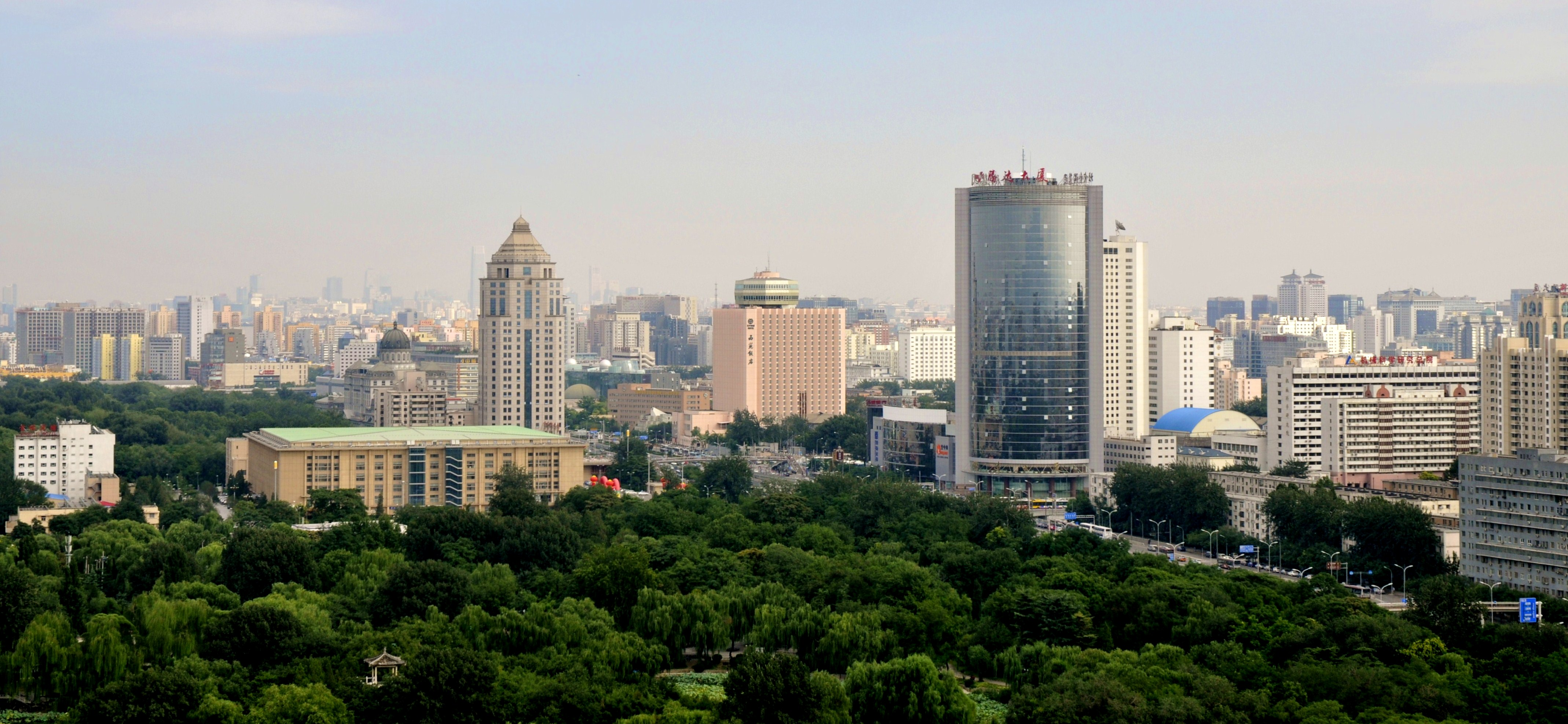
Das Hallenstadion im Stadtbild von Peking (2010)